# Institut de médecine environnementale
Pour les articles homonymes, voir IME.
L'Institut de Médecine Environnementale (IME) a été créé à Paris en 1987 par le Dr Jacques Fradin,, comportementaliste et cognitiviste, membre de l'AFTCC - Association Française de Thérapies Cognitives et Comportementales. 
L'IME possède une double vocation de recherche et de transfert de compétences à destination des acteurs économiques, institutionnels, sanitaires et sociaux, dans la perspective d'un développement durable.
La première vocation de l'Institut, assumée par son pôle Recherche, est de développer la recherche en « médecine des modes de vie (en) » (médecine environnementale), interdisciplinaire par essence, qui touche des domaines aussi variés que le comportement, la santé au travail ou encore l’environnement.
La seconde vocation de l'IME, assumée par son Pôle Conseil, est de réaliser un transfert des compétences entre la recherche scientifique interdisciplinaire et les domaines de la santé, du management, de l’organisation.
Dirigé par le Pr Farid El Massioui, le laboratoire de psychologie & neurosciences (LPN) du pôle Recherche mène des travaux interdisciplinaires de recherches fondamentale et clinique, à la croisée des thérapies cognitivo-comportementales (TCC) et des sciences :
- neurosciences (neurologie, neuropsychologie, neurosciences cognitives et neurosciences sociales, etc.) ;
- psychologie cognitive, clinique et sociale ;
- sciences du comportement, éthologie…

à travers son Laboratoire de Psychologie et Neurosciences (LPN).
L’équipe de l’IME mène – ou collabore à – des études fondamentales et cliniques ainsi que des projets applicatifs, académiques et éducatifs, en coopération scientifique avec divers organismes publics et privés, dont l’université Paris-VIII, l'Inserm (U864),, l’IRBA - Institut de recherche biomédicale des armées - (Dép. A.C.S.O.), le Groupe COMPAS (Institut de l’ENS), l’Université de Bourgogne, FUNDP/Dép. Education & Technologie/Université de Namur (Belgique)…